# Aeroportul Rafael Cabrera Mustelier
Aeroportul Rafael Cabrera Mustelier (IATA: GER, ICAO: MUNG) este un aeroport din Municipio Especial Isla de la Juventud⁠(d), Cuba ce deservește zona Nueva Gerona.
Situat la o altitudine de 24 m, aeroportul dispune de 1 pistă.

## Infrastructură

### Piste
Aeroportul dispune de o singură pistă. Pista 05/23 are suprafața de asfalt și dimensiunile 2.500 m × 45 m. 